# Ingrid Lieten
Ingrid Maria Hubertine Lieten (Hasselt, 20 april 1964) is een voormalige Belgische politica voor sp.a.

## Levensloop
Na haar middelbare studies (Latijn-wiskunde-wetenschappen) aan het Koninklijk Lyceum Hasselt studeerde Ingrid Lieten rechten aan de Vrije Universiteit Brussel met de opties bedrijfsrecht en fiscaal recht, waarna ze advocaat werd aan de balie in Brussel en Hasselt. Later behaalde ze een Master in Industrial Location and Development aan de VUB en studeerde bij in overheidsmanagement en bestuurskunde.
Ze stapte, als vertrouwelinge van Steve Stevaert, over naar de Gewestelijke Ontwikkelingsmaatschappij Limburg (GOM Limburg), was vervolgens van 1993 tot 2000 gemeentesecretaris van Maasmechelen en van 2000 tot 2001 secretaris van de Limburgse Reconversiemaatschappij. Op 1 januari 2002 werd ze directeur-generaal van de Vlaamse vervoersmaatschappij De Lijn, waar ze namens de sp.a al enkele jaren eerder in de raad van bestuur werd opgenomen. Ze zetelde van de oprichting in 2003 tot haar benoeming als minister in 2009 ook in de raad van bestuur van de Beheersmaatschappij Antwerpen Mobiel (BAM), de maatschappij die werd opgericht voor de bouw van de Oosterweelverbinding en de Lange Wapperbrug. Andere mandaten waren bestuursfuncties bij netbeheerder Elia en de Dienst voor de Scheepvaart.

### De Lijn
Op 1 januari 2002 volgde ze Hugo Van Wesemael op als directeur-generaal van De Lijn. Deze laatste had het bedrijf sinds de oprichting in 1991 geleid. Haar eerste opdracht bestond uit het realiseren voor 2004 van de basismobiliteit in heel Vlaanderen. Ze werkte daarvoor onder meer samen met Jan Peumans, toenmalig directeur Marketing en Strategie.
Bij De Lijn lanceerde ze in april 2008 de rekruteringscampagne "Word een gezicht van De Lijn", waarmee getracht werd om het aandeel vrouwen en allochtonen in het personeelsbestand beter overeen te laten stemmen met de verhoudingen in de samenleving. Lieten stelde daarover: "Meer diversiteit op de werkvloer leidt ook tot een kruisbestuiving van verschillende invalshoeken, en dus tot meer creativiteit".
Door het weekblad Trends werd ze verschillende malen uitgeroepen tot de machtigste zakenvrouw in Vlaanderen. In november 2006 werd ze Nederlandstalig Overheidsmanager van het jaar 2006 van de Vlaamse Vereniging voor Bestuur en Beleid. De jury loofde haar onder meer met: "Zij trekt de kaart van de vernieuwing zonder het personeel uit het oog te verliezen."

### Politiek
In juli 2009 werd ze door de sp.a gevraagd om viceminister-president te worden in de Vlaamse regering-Peeters II. Ze kreeg de bevoegdheden wetenschappelijk onderzoek en innovatie, economisch overheidsinstrumentarium, media en armoedebeleid.
In februari 2011 kwam zij in opspraak na een - per vergissing door haar kabinet aan de leden van de Vlaamse regering gestuurde en nadien - uitgelekte e-mail, waarin ze het had over de partijen N-VA en CD&V. Ze noemde haar collega-ministers "uit teflon en beton opgetrokken gevoelloze karikaturen". Later verklaarde ze dat de woorden door een medewerker van haar geschreven waren, maar dat ze er wel de verantwoordelijkheid voor droeg. In juni 2012 lekte er vanop Lietens kabinet opnieuw een e-mail, deze keer met kritische opmerkingen over CD&V-ministers.
Bij de Vlaamse verkiezingen van 25 mei 2014 werd Lieten verkozen als lid van het Vlaams Parlement en werd door haar partij als deelstaatsenator naar de Senaat gestuurd. Doordat de sp.a niet in de Vlaamse en federale regering terechtkwam, kwam er zo een einde aan haar ministerschap.

### Na de politiek
Eind februari 2016 verliet ze de politiek om vanaf 1 maart directrice te worden van LifeTechValley, een vzw die allerlei actoren uit de zorgsector samenbrengt om de ouderenzorg te innoveren. Na de aanstelling gaf ze te kennen dat oppositie voeren haar niet lag. Bert Moyaers volgde haar op als Vlaams Parlementslid, Rob Beenders als deelstaatsenator. In 2017 verliet ze LifeTechValley en werd ze bestuursvoorzitter van de Belgische poot van Actief Interim. In 2018 verliet ze het bedrijf. In maart 2019 werd ze directeur van de Vereniging voor Social-Profit Ondernemingen (Verso).
Ze is voorzitter van het Jessa Ziekenhuis.
Sinds 2019 is ze bestuurder van het Vlaams-Europees Verbindingsagentschap.

### Privé
Lieten is de dochter van voormalig Zonhovens sp.a-parlementslid Lisette Croes. Ze is gehuwd en moeder van twee zonen.

## Overzicht deelname politieke verkiezingen
- Kamer van Volksvertegenwoordigers - 10 juni 2010 - 1e plaats kieskring Limburg - sp.a - verkozen (23.205 voorkeurstemmen) - verklaarde vooraf niet te zullen zetelen en werd vervangen door Meryame Kitir
- Gemeenteraadsverkiezingen - 14 oktober 2012 - lijstduwer Zonhoven - sp.a-Groen-kartel - verkozen (646 voorkeurstemmen) - besloot niet te zetelen
- Vlaams Parlement - 25 mei 2014 - 1e plaats kieskring Limburg - verkozen (33.005 voorkeurstemmen) - aangeduid als deelstaatsenator voor de Vlaamse Gemeenschap.

## Ereteken
In 2014 werd ze Commandeur in de Leopoldsorde.